# Svenskhuset

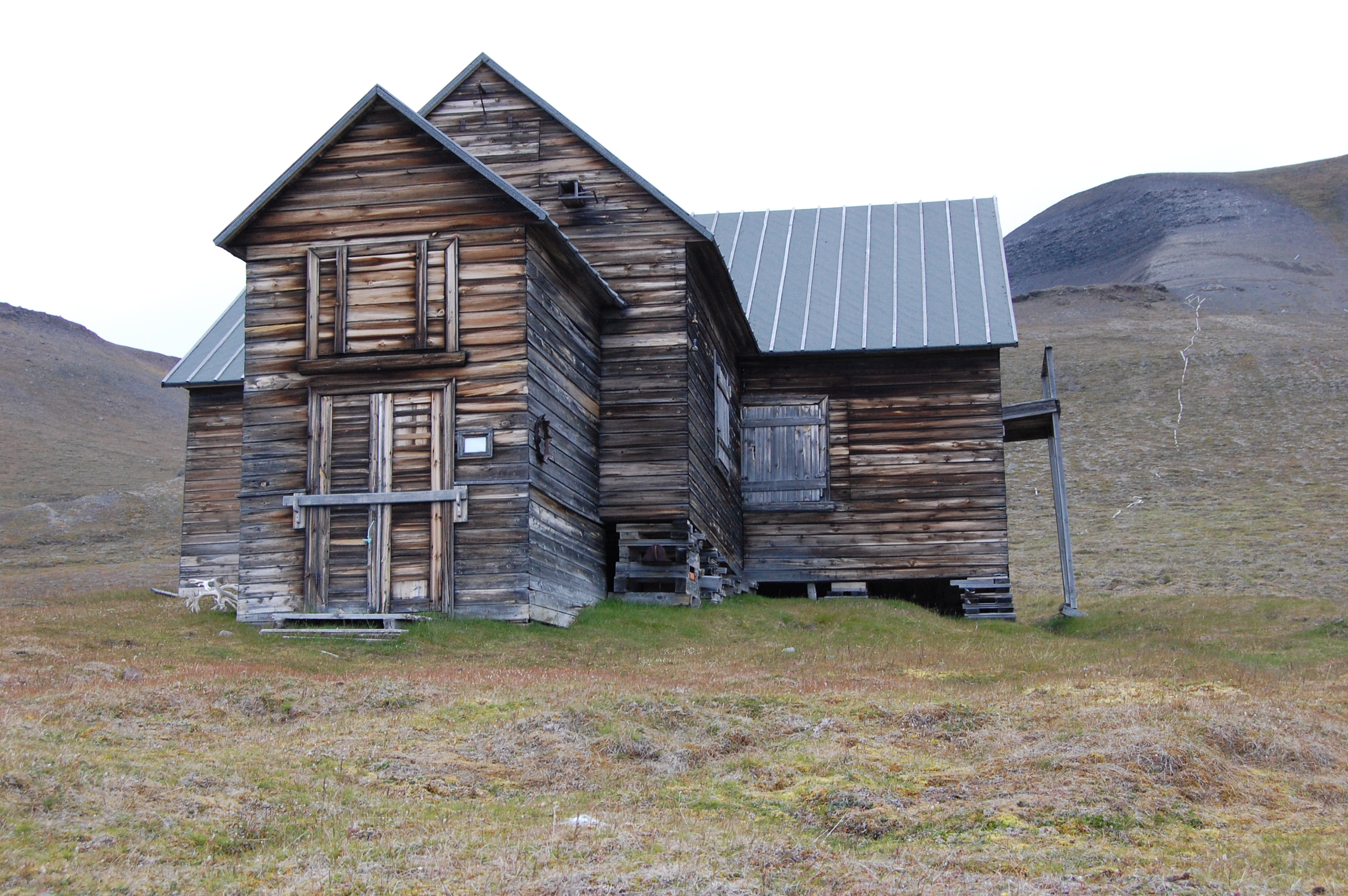
Svenskhuset

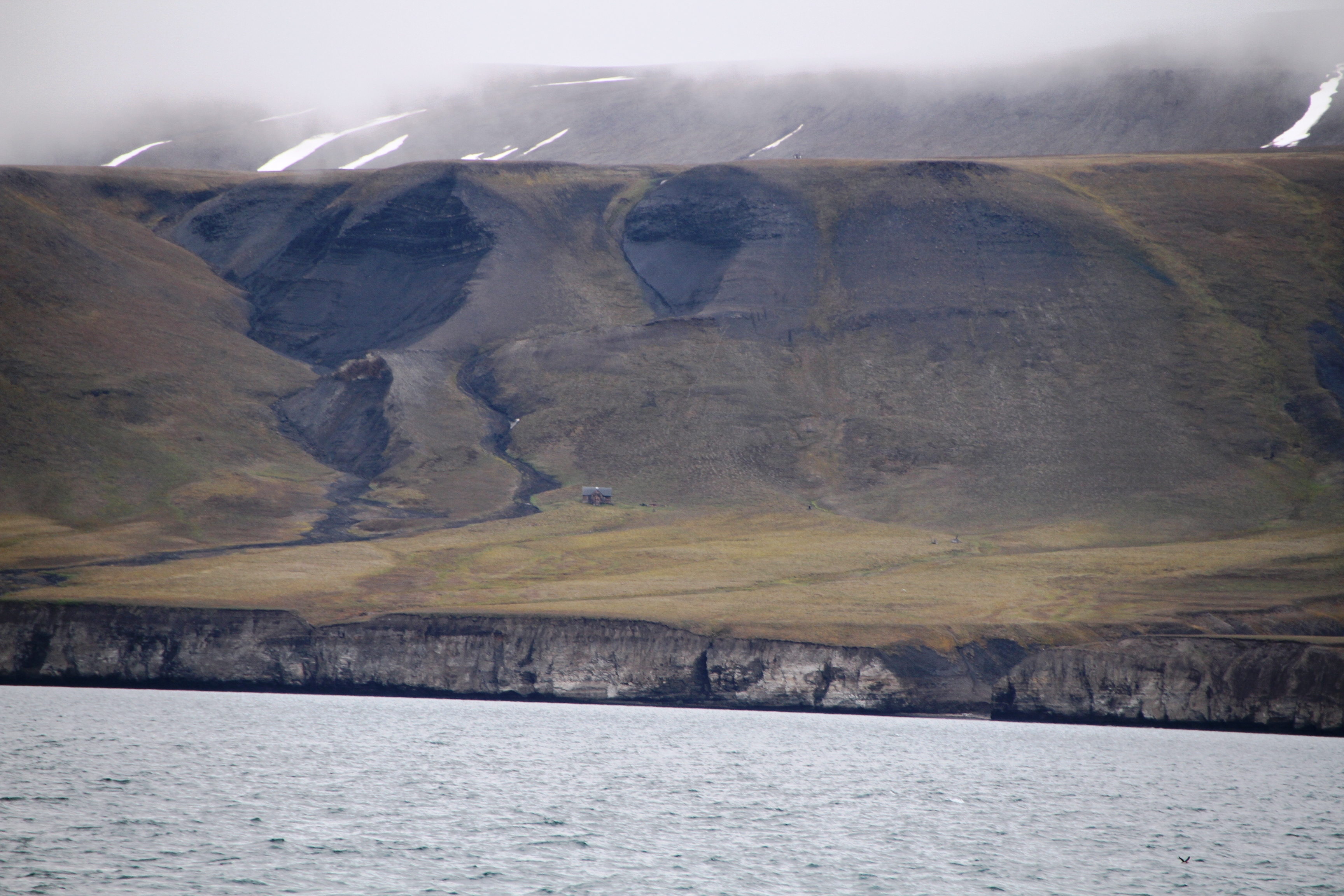
Svenskhusets läge på Kap Thordsen

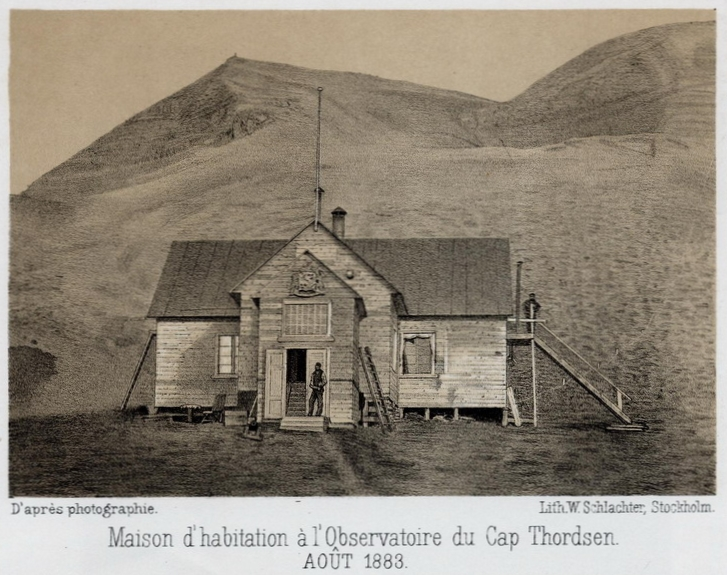
Framsidan mot Isfjorden

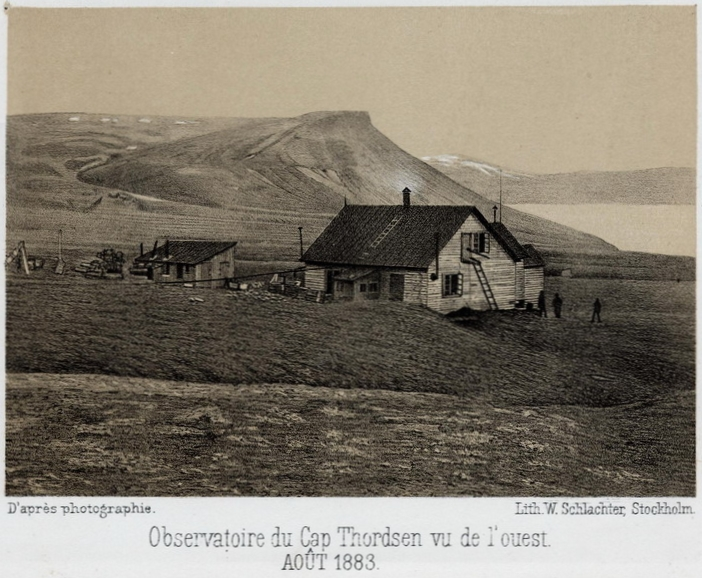
Baksidan mot berget

Svenskhuset, eller Svenskehuset, är ett tvåvånings trähus vid Kap Thordsen vid Isfjorden på Spetsbergen i Svalbard, som är ögruppens äldsta större hus, och den näst äldsta byggnaden där överhuvudtaget. Platsen Kap Thordsen fick sitt namn av Adolf Erik Nordenskiöld efter skonaren Axel Thordsen, som använts vid Svenska Spetsbergenexpeditionen 1864.

## Tillkomst
Huset byggdes 1872 på initiativ av Adolf Erik Nordenskiöld som en första investering för en planerad utvinning av fosforit av företaget AB Isfjorden, som han också själv var initiativtagare till och delägare i. Fosfatfyndigheten hade han upptäckt vid expeditionen 1864. Huset prefabricerades i Göteborg och uppfördes på plats under ledning av bergsingenjören Per Öberg (1842–1934). Huset ligger 700 meter från stranden på en platå som ligger 30 meter över havsytan. Där anlades också trappor i klippbranten samt en rälsbana för materialtransport mellan landningsplatsen och huset.
Någon fosfatbrytning kom inte igång.

## Tragedin i Svenskhuset 1872–1873
58 norska sälfångstmän blev hösten 1872 överrumplade av isbildning tidigt under förvintern och blev fast för vintern vid udden Gråhuken i norra Spetsbergen. De satte sig i kontakt med Adolf Erik Nordenskiöld under dennes övervintringsexpedition i området. Nordenskiöld hade varken logi eller matförråd för så många personer, men informerade om Svenskhuset längre söderut, som var utrustat med både bränsle och ett stort proviantlager. 17 av sälfångstmännen rodde dit och installerade sig. Där återfanns de under våren 1873, alla döda. Dödsorsaken var länge en olöst gåta, och först 2008 kunde det genom en noggrann undersökning med gravöppning och provtagning fastslås att säljägarna avlidit av blyförgiftning. Det kunde visas att blyet troligen intagits via mat från olämpligt lödda konservburkar.
Av de övriga vid Gråhuken hade 29 personer lyckats segla iväg med ett fartyg i samband med en tillfällig lucka i packisen. Två personer stannade kvar för att bevaka fångsterna och de kvarvarande båtarna. De omkom under vintern.

## Svenska fysikaliska-meteorologiska expeditionen till Spetsbergen 1882–1883
Svenskhuset blev en utmärkt bas för den svenska meteorologexpeditionen till Spetsbergen mellan juli 1882 och september 1883, som var det svenska bidraget till Första internationella polaråret. Stationen förestods av meteorologen Nils Ekholm med ingenjören Salomon August Andrée som andreman. Dessutom fanns tre andra naturvetenskapliga forskare, en läkare  och sex assistenter. Dessa vistades i Svenskhuset mellan juli 1882 och september 1883. De byggde ut huset för att få logiutrymme till assistenterna på andra våningen, en inomhustrappa, samt ett arbetsrum och ett förrum på den södra entrésidan. De byggde också några uthus: ett svinstall, ett duvslag, ett svartkrutlager, en hydda för att skydda termometern, en hydda för jordmagnetiska observationer och ett litet observatorium.

## Senare användning
Huset har senare bebotts av fångstmän och fartygsbesättningar genom åren. Alla uthusen förföll och är nu rivna. Av rälsbanan och trappan i klippan ned till stranden finns kvar några få spår. 
Svenskhuset rustades upp 1982 och hålls därefter i ordning genom försorg av Sysselmannen på Svalbard. Marken ingår nu i Nordre Isfjorden nationalpark. Huset är skyddat enligt Svalbardmiljøloven, som fastställer att alla spår av mänsklig verksamhet från tiden före 1946 automatiskt är skyddade kulturminnen.